# Effectifs de la Coupe du monde masculine de hockey sur gazon 2023
La Coupe du monde masculine de hockey sur gazon 2023 est un prochain tournoi international de hockey sur gazon qui se tiendra à Bhubaneswar et Rourkela, en Inde, du 13 au 29 janvier 2023. Les 16 équipes nationales impliquées dans le tournoi sont tenus d'inscrire une équipe de 18 joueurs maximum.
Âge et sélections au 13 janvier 2023.

## Poule A

### Australie
La sélection finale est annoncée le 12 décembre 2022. Jacob Anderson et Dylan Martin sont les 2 joueurs de réserve.
Entraîneur:  Colin Batch
| Numéro | Joueur              | Date de naissance | Âge | Sélections |
| ------ | ------------------- | ----------------- | --- | ---------- |
| 1      | Lachlan Sharp       | 2 juillet 1997    | 25  | 63         |
| 2      | Tom Craig           | 3 septembre 1995  | 27  | 105        |
| 4      | Jake Harvie         | 5 mars 1998       | 24  | 94         |
| 5      | Tom Wickham         | 26 mai 1990       | 32  | 85         |
| 6      | Matt Dawson         | 27 avril 1994     | 28  | 173        |
| 7      | Nathan Ephraums     | 9 juin 1999       | 23  | 31         |
| 8      | Johan Durst (GB)    | 18 mars 1991      | 31  | 14         |
| 10     | Joshua Beltz        | 24 avril 1995     | 27  | 76         |
| 11     | Eddie Ockenden (C)  | 3 avril 1987      | 35  | 402        |
| 12     | Jake Whetton        | 15 juin 1991      | 31  | 239        |
| 13     | Blake Govers        | 6 juillet 1996    | 26  | 131        |
| 16     | Tim Howard          | 23 juin 1996      | 26  | 96         |
| 17     | Aran Zalewski (C)   | 21 mars 1991      | 31  | 222        |
| 22     | Flynn Ogilvie       | 17 septembre 1993 | 29  | 143        |
| 23     | Daniel Beale        | 12 février 1993   | 29  | 213        |
| 29     | Tim Brand           | 29 novembre 1998  | 24  | 66         |
| 30     | Andrew Charter (GB) | 30 mars 1987      | 35  | 212        |
| 32     | Jeremy Hayward      | 3 mars 1993       | 29  | 194        |

### Argentine
La sélection finale est annoncée le 21 décembre 2022. Agustín Machelett et Bautista Capurro sont les 2 joueurs de réserve. Le 23 janvier 2023 après le match face à la Corée du Sud, Lucas Vila est contraint de déclarer forfait pour tout le reste du tournoi en raison d'une blessure. Il sera remplacé par Bautista Capurro.
Entraîneur:  Mariano Ronconi
| Numéro | Joueur              | Date de naissance | Âge | Sélections |
| ------ | ------------------- | ----------------- | --- | ---------- |
| 1      | Tomás Santiago (GB) | 15 juin 1992      | 30  | 46         |
| 4      | Juan Catán          | 5 octobre 1995    | 27  | 45         |
| 5      | Facundo Zarate      | 31 juillet 2000   | 22  | 12         |
| 7      | Nicolás Keenan      | 6 mai 1997        | 25  | 52         |
| 9      | Maico Casella       | 5 juin 1997       | 25  | 101        |
| 10     | Martín Ferreiro     | 21 octobre 1997   | 25  | 75         |
| 11     | Lucas Toscani       | 22 septembre 1999 | 23  | 28         |
| 12     | Lucas Vila          | 23 août 1986      | 36  | 270        |
| 14     | Nicolás della Torre | 1er mars 1990     | 32  | 71         |
| 16     | Nicolás Cicileo     | 1er octobre 1993  | 29  | 87         |
| 17     | Santiago Tarazona   | 31 mai 1996       | 26  | 92         |
| 18     | Federico Monja      | 12 septembre 1993 | 29  | 44         |
| 21     | Tomás Domene        | 4 septembre 1997  | 25  | 46         |
| 22     | Matías Rey (C)      | 1er décembre 1984 | 38  | 253        |
| 26     | Agustín Mazzilli    | 20 juin 1989      | 33  | 241        |
| 29     | Thomas Habif        | 27 mai 1996       | 26  | 42         |
| 30     | Agustín Bugallo     | 23 avril 1995     | 27  | 106        |
| 31     | Bautista Capurro    | 22 octobre 2003   | 19  | 12         |
| 32     | Emiliano Bosso (GB) | 3 décembre 1995   | 27  | 11         |

### France
La sélection finale est annoncée le 22 décembre 2022. Corentin Sellier et Timothée Clément sont les 2 joueurs de réserve. Le 16 janvier 2023 après le match face à l'Afrique du Sud, Stanislas Branicki est contraint de déclarer forfait pour tout le reste du tournoi en raison d'une blessure. Il sera remplacé par Timothée Clément. Le 23 janvier 2023 après le match face à l'Allemagne, Blaise Rogeau est contraint de déclarer forfait pour tout le reste du tournoi en raison d'une blessure. Il sera remplacé par Corentin Sellier.
Entraîneur:  Frédéric Soyez
| Numéro | Joueur                | Date de naissance | Âge | Sélections |
| ------ | --------------------- | ----------------- | --- | ---------- |
| 1      | Arthur Thieffry (GB)  | 15 septembre 1989 | 33  | 100        |
| 3      | Mattéo Desgouillons   | 21 janvier 2000   | 22  | 29         |
| 4      | Pieter van Straaten   | 23 octobre 1992   | 30  | 101        |
| 5      | Stanislas Branicki    | 9 avril 2002      | 20  | 24         |
| 6      | Gaspard Xavier        | 10 mai 2002       | 20  | 21         |
| 8      | Simon Martin-Brisac   | 20 novembre 1992  | 30  | 130        |
| 9      | Blaise Rogeau         | 26 novembre 1994  | 28  | 97         |
| 10     | Viktor Lockwood       | 29 mars 1992      | 30  | 144        |
| 11     | Charles Masson        | 13 avril 1992     | 30  | 123        |
| 14     | Gaspard Baumgarten    | 3 août 1992       | 30  | 163        |
| 16     | François Goyet        | 4 novembre 1994   | 28  | 135        |
| 17     | Noé Jouin             | 2 août 2002       | 20  | 7          |
| 18     | Jean-Baptiste Forgues | 18 mai 1992       | 30  | 173        |
| 19     | Corentin Sellier      | 29 mai 2001       | 21  | 17         |
| 20     | Eliot Curty           | 18 septembre 1998 | 24  | 47         |
| 21     | Etienne Tynevez       | 13 février 1999   | 23  | 98         |
| 22     | Victor Charlet (C)    | 19 novembre 1993  | 29  | 147        |
| 28     | Timothée Clément      | 8 avril 2000      | 22  | 49         |
| 30     | Edgar Reynaud (GB)    | 17 avril 1992     | 30  | 38         |
| 31     | Brieuc Delemazure     | 2 avril 2002      | 20  | 10         |

### Afrique du Sud
La sélection finale est annoncée le 9 décembre 2022. Tyson Dlungwana et Luke Wynford sont les 2 joueurs de réserve. Le 20 janvier 2023 après le match face à l'Australie, Senzwesihle Ngubane est contraint de déclarer forfait pour tout le reste du tournoi en raison d'une blessure. Il sera remplacé par Luke Wynford.
Entraîneur:  Cheslyn Gie
| Numéro | Joueur              | Date de naissance | Âge | Sélections |
| ------ | ------------------- | ----------------- | --- | ---------- |
| 2      | Mustaphaa Cassiem   | 19 mars 2002      | 20  | 37         |
| 5      | Senzwesihle Ngubane | 5 août 2001       | 21  | 22         |
| 8      | Nduduza Lembethe    | 13 janvier 1996   | 27  | 60         |
| 9      | Bradley Sherwood    | 28 mai 1999       | 23  | 25         |
| 10     | Keenan Horne (C)    | 17 juin 1992      | 30  | 101        |
| 11     | Tevin Kok           | 20 octobre 1996   | 26  | 53         |
| 14     | Estiaan Kriek (GB)  | 7 juin 1995       | 27  | 26         |
| 21     | Jethro Eustice      | 1er novembre 1989 | 33  | 166        |
| 22     | Daniel Bell         | 28 septembre 1994 | 28  | 90         |
| 23     | Guy Morgan          | 11 avril 2000     | 22  | 6          |
| 24     | Nicholas Spooner    | 28 août 1991      | 31  | 53         |
| 27     | Nqobile Ntuli       | 15 janvier 1996   | 26  | 87         |
| 29     | Samkelo Mvimbi      | 23 janvier 1999   | 23  | 40         |
| 30     | Dayaan Cassiem      | 1er décembre 1998 | 24  | 65         |
| 31     | Ryan Julius         | 19 juillet 1995   | 27  | 63         |
| 32     | Gowan Jones (GB)    | 24 juin 1989      | 33  | 72         |
| 33     | Jacques van Tonder  | 11 avril 2000     | 22  | 11         |
| 35     | Connor Beauchamp    | 20 juin 1997      | 25  | 32         |
| 37     | Luke Wynford        | 4 avril 2000      | 22  | 5          |

## Poule B

### Belgique
La sélection finale est annoncée le 5 décembre 2022. Thibeau Stockbroekx et Maxime van Oost sont les 2 joueurs de réserve. Le 20 janvier 2023 après le match face au Japon, Alexander Hendrickx est contraint de déclarer forfait pour tout le reste du tournoi en raison d'une blessure. Il sera remplacé par Maxime van Oost.
Entraîneur:  Michel van den Heuvel
| Numéro | Joueur               | Date de naissance | Âge | Sélections |
| ------ | -------------------- | ----------------- | --- | ---------- |
| 2      | Loic van Doren (GB)  | 14 septembre 1996 | 26  | 43         |
| 4      | Arthur van Doren     | 1er octobre 1994  | 28  | 217        |
| 7      | John-John Dohmen     | 24 janvier 1988   | 34  | 436        |
| 8      | Florent van Aubel    | 25 octobre 1991   | 31  | 267        |
| 9      | Sébastien Dockier    | 28 décembre 1989  | 33  | 230        |
| 10     | Cédric Charlier      | 27 novembre 1987  | 35  | 353        |
| 12     | Gauthier Boccard     | 26 août 1991      | 31  | 261        |
| 13     | Nicolas de Kerpel    | 23 mars 1993      | 29  | 92         |
| 16     | Alexander Hendrickx  | 6 août 1993       | 29  | 163        |
| 19     | Félix Denayer (C)    | 31 janvier 1990   | 32  | 361        |
| 21     | Vincent Vanasch (GB) | 21 décembre 1987  | 35  | 258        |
| 22     | Simon Gougnard       | 17 janvier 1991   | 31  | 317        |
| 23     | Arthur de Sloover    | 3 mai 1997        | 25  | 124        |
| 24     | Antoine Kina         | 13 février 1996   | 26  | 95         |
| 25     | Loïck Luypaert       | 19 août 1991      | 31  | 271        |
| 26     | Victor Wegnez        | 25 décembre 1995  | 27  | 129        |
| 27     | Tom Boon             | 25 janvier 1990   | 32  | 325        |
| 29     | Maxime van Oost      | 2 décembre 1999   | 23  | 14         |
| 32     | Tanguy Cosyns        | 29 juin 1991      | 31  | 157        |

### Allemagne
La sélection finale est annoncée le 5 décembre 2022. Paul-Philipp Kaufmann et Niklas Bosserhoff sont les 2 joueurs de réserve.
Entraîneur:  André Henning
| Numéro | Joueur                   | Date de naissance | Âge | Sélections |
| ------ | ------------------------ | ----------------- | --- | ---------- |
| 1      | Alexander Stadler (GB)   | 16 octobre 1999   | 23  | 32         |
| 2      | Mathias Müller           | 3 avril 1992      | 30  | 127        |
| 3      | Mats Grambusch (C)       | 4 novembre 1992   | 30  | 177        |
| 4      | Lukas Windfeder          | 11 mai 1995       | 27  | 137        |
| 9      | Niklas Wellen            | 14 décembre 1994  | 28  | 172        |
| 11     | Thies Prinz              | 7 juillet 1998    | 24  | 35         |
| 14     | Teo Hinrichs             | 17 septembre 1999 | 23  | 39         |
| 15     | Tom Grambusch            | 4 août 1995       | 27  | 81         |
| 16     | Gonzalo Peillat          | 12 août 1992      | 30  | 165        |
| 17     | Christopher Rühr         | 19 décembre 1993  | 29  | 172        |
| 19     | Justus Weigand           | 20 avril 2000     | 22  | 23         |
| 22     | Marco Miltkau            | 18 août 1990      | 32  | 121        |
| 23     | Martin Zwicker           | 27 février 1987   | 35  | 277        |
| 25     | Hannes Müller            | 18 mai 2000       | 22  | 17         |
| 27     | Timur Oruz               | 27 octobre 1994   | 28  | 100        |
| 33     | Moritz Trompertz         | 21 septembre 1995 | 27  | 53         |
| 44     | Moritz Ludwig            | 14 septembre 2001 | 21  | 14         |
| 74     | Jean-Paul Danneberg (GB) | 8 novembre 2002   | 20  | 6          |

### Corée du Sud
La composition suivante de la Corée du Sud pour la Coupe du monde 2023. Kim Hyeonhong et Jeon Byungjin sont les 2 joueurs de réserve. Le 14 janvier 2023 après le match face à la Belgique, Kim Kyubeom est contraint de déclarer forfait pour tout le reste du tournoi en raison d'une blessure. Il sera remplacé par Jeon Byungjin. Le 20 janvier après le match face à l'Allemagne, Lee Gangsan est contraint de déclarer forfait pour tout le reste du tournoi en raison d'une blessure. Il sera remplacé par Kim Hyeonhong.
Entraîneur :  Shin Seok Kyo
| Numéro | Joueur            | Date de naissance | Âge | Sélections |
| ------ | ----------------- | ----------------- | --- | ---------- |
| 1      | Kim Jaehyeon (GB) | 6 mars 1988       | 34  | 174        |
| 3      | Kim Hyeonhong     | 21 juin 1995      | 27  | 11         |
| 4      | Kim Kyubeom       | 28 mai 1996       | 26  | 6          |
| 5      | Lee Gangsan       | 10 septembre 1997 | 25  | 5          |
| 6      | Lee Namyong (C)   | 28 septembre 1983 | 39  | 295        |
| 7      | Jung Manjae       | 18 novembre 1990  | 32  | 163        |
| 10     | Hwang Taeil       | 31 octobre 1991   | 31  | 91         |
| 11     | Lee Jungjun       | 17 mai 1991       | 31  | 117        |
| 12     | Seo Inwoo         | 1er octobre 1992  | 30  | 58         |
| 13     | Ji Woocheon       | 13 avril 1994     | 28  | 55         |
| 15     | Lee Hyeseung      | 22 juin 1999      | 23  | 20         |
| 16     | Kim Jaehan (GB)   | 24 décembre 1998  | 24  | 7          |
| 18     | Kim Sunghyun      | 26 août 1994      | 28  | 25         |
| 19     | Jeong Junwoo      | 2 avril 1993      | 29  | 47         |
| 21     | Lee Seunghoon     | 20 mars 1985      | 37  | 158        |
| 23     | Kim Hyeongjin     | 14 avril 1994     | 28  | 75         |
| 25     | Jang Jonghyun     | 28 mars 1984      | 38  | 309        |
| 27     | Jeon Byungjin     | 11 mars 1990      | 32  | 114        |
| 32     | Lee Juyoung       | 24 décembre 1993  | 29  | 26         |
| 33     | Yang Jihun        | 20 août 1991      | 31  | 85         |

### Japon
La sélection finale est annoncée le 5 décembre 2022. Yuma Nagai et Hiromasa Ochiai sont les 2 joueurs de réserve.
Entraîneur:  Akira Takahashi
| Numéro | Joueur                 | Date de naissance | Âge | Sélections |
| ------ | ---------------------- | ----------------- | --- | ---------- |
| 1      | Koji Yamasaki          | 27 février 1996   | 26  | 122        |
| 2      | Shota Yamada           | 21 décembre 1994  | 28  | 126        |
| 3      | Yusuke Kawamura        | 24 juillet 2001   | 21  | 12         |
| 4      | Yamato Kawahara        | 21 janvier 2004   | 18  | 5          |
| 5      | Seren Tanaka (C)       | 9 novembre 1992   | 30  | 134        |
| 7      | Kentaro Fukuda         | 27 juillet 1995   | 27  | 83         |
| 8      | Taiki Takade           | 18 novembre 2001  | 21  | 10         |
| 10     | Takuma Niwa            | 27 avril 2000     | 22  | 17         |
| 14     | Raiki Fujishima        | 29 décembre 1999  | 23  | 35         |
| 15     | Ken Nagayoshi          | 26 octobre 1999   | 23  | 34         |
| 16     | Hiro Saito             | 5 avril 2002      | 20  | 4          |
| 18     | Ryosei Kato            | 19 août 1997      | 25  | 30         |
| 19     | Ryoma Ooka             | 2 octobre 2001    | 21  | 12         |
| 20     | Masaki Ohashi          | 8 mai 1993        | 29  | 125        |
| 22     | Kaito Tanaka           | 1er novembre 1995 | 27  | 70         |
| 24     | Kisho Kuroda (GB)      | 20 novembre 2003  | 19  | 1          |
| 29     | Masato Kobayashi       | 4 octobre 2002    | 20  | 3          |
| 30     | Takashi Yoshikawa (GB) | 29 novembre 1994  | 28  | 125        |

## Poule C

### Pays-Bas
La sélection finale est annoncée le 9 novembre 2022. Dennis Warmerdam et Jasper Brinkman sont les 2 joueurs de réserve.
Entraîneur:  Jeroen Delmee
| Numéro | Joueur                | Date de naissance | Âge | Sélections |
| ------ | --------------------- | ----------------- | --- | ---------- |
| 1      | Maurits Visser (GB)   | 8 juin 1995       | 27  | 15         |
| 4      | Lars Balk             | 26 février 1996   | 26  | 97         |
| 6      | Jonas de Geus         | 29 avril 1998     | 24  | 110        |
| 7      | Thijs van Dam         | 5 janvier 1997    | 26  | 78         |
| 8      | Thierry Brinkman (C)  | 19 mars 1995      | 27  | 136        |
| 9      | Seve van Ass          | 10 avril 1992     | 30  | 201        |
| 10     | Jorrit Croon          | 9 août 1998       | 24  | 109        |
| 11     | Terrance Pieters      | 14 décembre 1996  | 26  | 36         |
| 13     | Dennis Warmerdam      | 6 août 1994       | 28  | 15         |
| 16     | Floris Wortelboer     | 4 août 1996       | 26  | 70         |
| 18     | Teun Beins            | 28 octobre 1998   | 24  | 21         |
| 19     | Tjep Hoedemakers      | 14 octobre 1999   | 23  | 17         |
| 22     | Koen Bijen            | 27 juillet 1998   | 24  | 15         |
| 24     | Steijn van Heijningen | 28 janvier 1997   | 25  | 16         |
| 26     | Pirmin Blaak (GB)     | 8 mars 1988       | 34  | 124        |
| 27     | Jip Janssen           | 14 octobre 1997   | 25  | 69         |
| 29     | Tijmen Reyenga        | 10 octobre 1999   | 23  | 18         |
| 32     | Justen Blok           | 27 septembre 2000 | 22  | 24         |
| 34     | Derck de Vilder       | 23 novembre 1998  | 24  | 24         |

### Nouvelle-Zélande
La sélection finale est annoncée le 7 décembre 2022. David Brydon et Connor Greentree sont les 2 joueurs de réserve. Le 14 janvier 2023 après le match face au Chili, Jake Smith est contraint de déclarer forfait pour tout le reste du tournoi en raison d'une blessure. Il sera remplacé par Connor Greentree.
Entraîneur:  Greg Nicol
| Numéro | Joueur             | Date de naissance | Âge | Sélections |
| ------ | ------------------ | ----------------- | --- | ---------- |
| 1      | Dominic Dixon (GB) | 7 août 1996       | 26  | 9          |
| 4      | Dane Lett          | 29 août 1990      | 32  | 99         |
| 6      | Simon Child        | 16 avril 1988     | 34  | 288        |
| 7      | Nick Ross          | 26 juillet 1990   | 32  | 138        |
| 8      | Charlie Morrison   | 20 juillet 2003   | 19  | 0          |
| 9      | Sam Hiha           | 26 août 1997      | 25  | 18         |
| 10     | Kim Kingstone      | 21 mai 1994       | 28  | 26         |
| 11     | Jake Smith         | 3 avril 1991      | 31  | 108        |
| 12     | Sam Lane           | 30 avril 1997     | 25  | 89         |
| 13     | Simon Yorston      | 7 mars 2000       | 22  | 8          |
| 16     | Aidan Sarikaya     | 3 juillet 1996    | 26  | 62         |
| 17     | Nic Woods          | 26 août 1995      | 27  | 146        |
| 19     | Joseph Morrison    | 4 octobre 2001    | 21  | 9          |
| 20     | Leon Hayward (GB)  | 23 avril 1990     | 32  | 37         |
| 21     | Kane Russell       | 22 avril 1992     | 30  | 183        |
| 22     | Blair Tarrant (C)  | 11 mai 1990       | 32  | 233        |
| 24     | Sean Findlay       | 5 décembre 2001   | 21  | 25         |
| 26     | Connor Greentree   | 22 avril 1999     | 23  | 2          |
| 31     | Hayden Phillips    | 6 février 1998    | 24  | 104        |

### Malaisie
La composition suivante de la Malaisie pour la Coupe du monde 2023. Nasrul Tengku et Irfan Suhaimi sont les 2 joueurs de réserve. Le 16 janvier 2023 après le match face au Chili, Shahril Saabah est contraint de déclarer forfait pour tout le reste du tournoi en raison d'une blessure. Il sera remplacé par Irfan Suhaimi.
Entraîneur:  Arul Anthoni
| Numéro | Joueur                 | Date de naissance | Âge | Sélections |
| ------ | ---------------------- | ----------------- | --- | ---------- |
| 2      | Najib Hassan           | 20 février 1995   | 27  | 51         |
| 4      | Ramadan Rosli          | 1er avril 1991    | 31  | 92         |
| 6      | Marhan Jalil (C)       | 5 mars 1990       | 32  | 278        |
| 8      | Ashran Hamsani         | 20 avril 1995     | 27  | 50         |
| 10     | Faizal Saari           | 13 janvier 1991   | 32  | 266        |
| 12     | Muhamad Aminudin       | 23 mai 1995       | 27  | 11         |
| 13     | Firhan Ashari          | 9 mars 1993       | 29  | 186        |
| 15     | Shello Silverius       | 3 avril 1999      | 23  | 20         |
| 17     | Razie Rahim            | 25 août 1987      | 35  | 306        |
| 18     | Faiz Jali              | 18 février 1992   | 30  | 191        |
| 19     | Adrian Albert (GB)     | 19 février 1997   | 25  | 10         |
| 20     | Azuan Hasan            | 16 février 1994   | 28  | 174        |
| 21     | Hafizuddin Othman (GB) | 7 janvier 1992    | 31  | 85         |
| 22     | Norsyafiq Sumantri     | 17 juin 1996      | 26  | 86         |
| 25     | Najmi Jazlan           | 4 avril 1995      | 27  | 102        |
| 26     | Shahril Saabah         | 28 mars 1994      | 28  | 148        |
| 28     | Zulpidus Mizun         | 13 juin 1996      | 26  | 26         |
| 29     | Amirul Azahar          | 5 mai 2000        | 22  | 11         |
| 30     | Irfan Suhaimi          | 9 mai 2002        | 20  | 0          |

### Chili
La sélection finale est annoncée le 28 décembre 2022. Agustín Amoroso et William Enos sont les 2 joueurs de réserve.
Entraîneur :  Jorge Dabanch
| Numéro | Joueur                | Date de naissance | Âge | Sélections |
| ------ | --------------------- | ----------------- | --- | ---------- |
| 1      | Agustín Araya (GB)    | 2 août 1999       | 23  | 25         |
| 4      | Juan Purcell          | 23 juin 1993      | 29  | 80         |
| 5      | Adrian Henriquez (GB) | 14 juillet 1986   | 36  | 130        |
| 6      | Vicente Goni          | 30 novembre 1995  | 27  | 58         |
| 8      | Fernando Renz (C)     | 15 février 1994   | 28  | 82         |
| 9      | José Maldonado        | 4 novembre 1994   | 28  | 99         |
| 10     | Martín Rodriguez      | 26 mars 1990      | 32  | 170        |
| 11     | Kay Gesswein          | 28 août 1999      | 23  | 24         |
| 13     | Andrés Pizzaro        | 7 décembre 1999   | 22  | 45         |
| 14     | Juan Amoroso          | 8 juillet 1997    | 25  | 68         |
| 15     | José Hurtado          | 18 mars 1999      | 23  | 55         |
| 17     | Felipe Renz           | 29 avril 1997     | 25  | 55         |
| 18     | Ignacio Contardo      | 13 juin 1994      | 28  | 59         |
| 20     | Raimundo Valenzuela   | 10 mai 2002       | 20  | 16         |
| 24     | Axel Richter          | 8 novembre 1994   | 27  | 54         |
| 26     | Axel Troncoso         | 25 février 1997   | 25  | 55         |
| 28     | Nils Strabucchi       | 28 avril 1999     | 23  | 34         |
| 31     | Franco Becerra        | 2 décembre 1997   | 25  | 41         |

## Poule D

### Inde
La sélection finale est annoncée le 23 décembre 2022. Raj Kumar Pal et Jugraj Singh sont les 2 joueurs de réserve. Le 15 janvier 2023 après le match face à l'Angleterre, Hardik Singh n'ayant pas joué le match 4 jours plus tard contre le Pays de Galles est contraint de déclarer forfait pour tout le reste du tournoi en raison d'une blessure. Il sera remplacé par Raj Kumar Pal.
Entraîneur:  Graham Reid
| Numéro | Joueur                | Date de naissance | Âge | Sélections |
| ------ | --------------------- | ----------------- | --- | ---------- |
| 4      | Jarmanpreet Singh     | 18 juillet 1996   | 26  | 50         |
| 5      | Abhishek Nain         | 15 août 1999      | 23  | 28         |
| 6      | Surender Kumar        | 23 novembre 1993  | 29  | 172        |
| 7      | Manpreet Singh        | 26 juin 1992      | 30  | 314        |
| 8      | Hardik Singh          | 23 septembre 1998 | 24  | 84         |
| 11     | Mandeep Singh         | 25 janvier 1995   | 27  | 194        |
| 12     | Krishan Pathak (GB)   | 24 avril 1997     | 25  | 80         |
| 13     | Harmanpreet Singh (C) | 6 janvier 1996    | 27  | 164        |
| 14     | Lalit Upadhyay        | 1er décembre 1993 | 29  | 133        |
| 15     | Nilam Xess            | 7 novembre 1998   | 24  | 34         |
| 16     | Sreejesh Parattu (GB) | 8 mai 1988        | 34  | 274        |
| 18     | Nilakanta Sharma      | 2 mai 1995        | 27  | 91         |
| 21     | Shamsher Singh        | 29 juillet 1997   | 25  | 47         |
| 22     | Varun Kumar           | 25 juillet 1995   | 27  | 118        |
| 25     | Raj Kumar Pal         | 1er mai 1998      | 24  | 25         |
| 27     | Akashdeep Singh       | 2 décembre 1994   | 28  | 218        |
| 30     | Amit Rohidas          | 10 mai 1993       | 29  | 131        |
| 32     | Vivek Prasad          | 25 février 2000   | 22  | 90         |
| 34     | Sukhjeet Singh        | 5 décembre 1996   | 26  | 16         |

### Angleterre
La sélection finale est annoncée le 29 décembre 2022. Ian Sloan et Brendan Creed sont les 2 joueurs de réserve.
Entraîneur:  Zak Jones
| Numéro | Joueur              | Date de naissance | Âge | Sélections |
| ------ | ------------------- | ----------------- | --- | ---------- |
| 2      | Nicholas Park       | 8 avril 1999      | 23  | 12         |
| 3      | Jack Waller         | 28 janvier 1997   | 25  | 72         |
| 5      | David Ames (C)      | 25 juin 1989      | 33  | 174        |
| 7      | Zachary Wallace     | 29 septembre 1999 | 23  | 76         |
| 9      | Harry Martin        | 23 octobre 1992   | 30  | 241        |
| 13     | Sam Ward            | 24 décembre 1990  | 32  | 165        |
| 14     | James Albery        | 2 octobre 1995    | 27  | 34         |
| 15     | Phil Roper          | 24 janvier 1992   | 30  | 178        |
| 16     | James Mazarelo (GB) | 4 février 2001    | 21  | 6          |
| 17     | Stuart Rushmere     | 9 septembre 2000  | 22  | 19         |
| 19     | David Goodfield     | 15 juin 1993      | 29  | 82         |
| 20     | Oliver Payne (GB)   | 6 avril 1999      | 23  | 38         |
| 21     | Liam Ansell         | 12 novembre 1993  | 29  | 75         |
| 22     | David Condon        | 6 juillet 1991    | 31  | 200        |
| 23     | Nicholas Bandurak   | 14 décembre 1992  | 30  | 24         |
| 27     | Liam Sanford        | 14 mars 1996      | 26  | 84         |
| 29     | Thomas Sorsby       | 28 octobre 1996   | 26  | 65         |
| 31     | Will Calnan         | 17 avril 1996     | 26  | 63         |

### Espagne
La sélection finale est annoncée le 28 décembre 2022. Père Amat et Rafael Vilallonga sont les 2 joueurs de réserve. Le 21 janvier 2023 avant le match face à la Malaisie, César Curiel est contraint de déclarer forfait pour tout le reste du tournoi en raison d'une blessure. Il sera remplacé par Père Amat.
Entraîneur:  Max Caldas
| Numéro | Joueur              | Date de naissance | Âge | Sélections |
| ------ | ------------------- | ----------------- | --- | ---------- |
| 1      | Mario Garín (GB)    | 26 avril 1992     | 30  | 88         |
| 2      | Álex Alonso         | 14 février 1999   | 23  | 51         |
| 6      | Xavier Gispert      | 4 janvier 1999    | 24  | 32         |
| 7      | Enrique González    | 29 avril 1996     | 26  | 162        |
| 8      | Marc Recasens       | 13 septembre 1999 | 23  | 50         |
| 9      | Álvaro Iglesias (C) | 1er mars 1993     | 29  | 189        |
| 12     | Marc Reyné          | 18 mai 1999       | 23  | 28         |
| 14     | Marc Miralles       | 14 novembre 1997  | 25  | 72         |
| 15     | Jordi Bonastre      | 7 août 2000       | 22  | 28         |
| 17     | Pepe Cunill         | 9 juillet 2001    | 21  | 16         |
| 18     | Joaquín Menini      | 18 août 1991      | 31  | 138        |
| 20     | Pau Cunill          | 4 janvier 2000    | 23  | 19         |
| 21     | Adrián Rafi (GB)    | 8 janvier 1997    | 26  | 25         |
| 23     | Marc Vizcaino       | 30 avril 1999     | 23  | 1          |
| 24     | Ignacio Rodríguez   | 12 juin 1996      | 26  | 86         |
| 26     | César Curiel        | 30 avril 1999     | 23  | 12         |
| 29     | Gerard Clapés       | 13 septembre 2000 | 22  | 26         |
| 35     | Père Amat           | 17 septembre 2004 | 18  | 2          |
| 90     | Borja Lacalle       | 21 mai 2001       | 21  | 14         |

### Pays de Galles
La sélection finale est annoncée le 29 décembre 2022. Dale Hutchinson et Jolyon Morgan sont les 2 joueurs de réserve.
Entraîneur:  Daniel Newcombe
| Numéro | Joueur                       | Date de naissance | Âge | Sélections |
| ------ | ---------------------------- | ----------------- | --- | ---------- |
| 3      | Daniel Kyriakides            | 21 mars 1995      | 27  | 118        |
| 4      | Ioan Wall                    | 28 avril 1999     | 23  | 52         |
| 6      | Jacob Draper                 | 24 juillet 1998   | 24  | 93         |
| 8      | Lewis Prosser (C)            | 13 juin 1989      | 33  | 175        |
| 9      | Rupert Shipperley (C)        | 21 novembre 1992  | 30  | 115        |
| 10     | Rhodri Furlong               | 18 octobre 1995   | 27  | 69         |
| 11     | James Carson                 | 29 avril 1994     | 28  | 95         |
| 12     | Stephen Kelly                | 12 mai 1992       | 30  | 73         |
| 15     | Rhys Bradshaw                | 19 septembre 2000 | 22  | 43         |
| 18     | Gareth Furlong               | 10 mai 1992       | 30  | 138        |
| 23     | Jack Pritchard               | 14 août 1993      | 29  | 8          |
| 24     | Hywel Jones                  | 9 juillet 1997    | 25  | 48         |
| 25     | Benjamin Francis             | 20 mars 1996      | 26  | 89         |
| 26     | Luke Hawker (C)              | 29 décembre 1989  | 33  | 113        |
| 31     | Gareth Griffiths             | 13 mars 1999      | 23  | 14         |
| 33     | Rhys Payne (GB)              | 7 juin 2001       | 21  | 2          |
| 35     | Fred Newbold                 | 29 mars 2001      | 21  | 7          |
| 50     | Toby Reynolds-Cotterill (GB) | 6 août 1997       | 25  | 12         |